# Аксёнов, Константин Владимирович

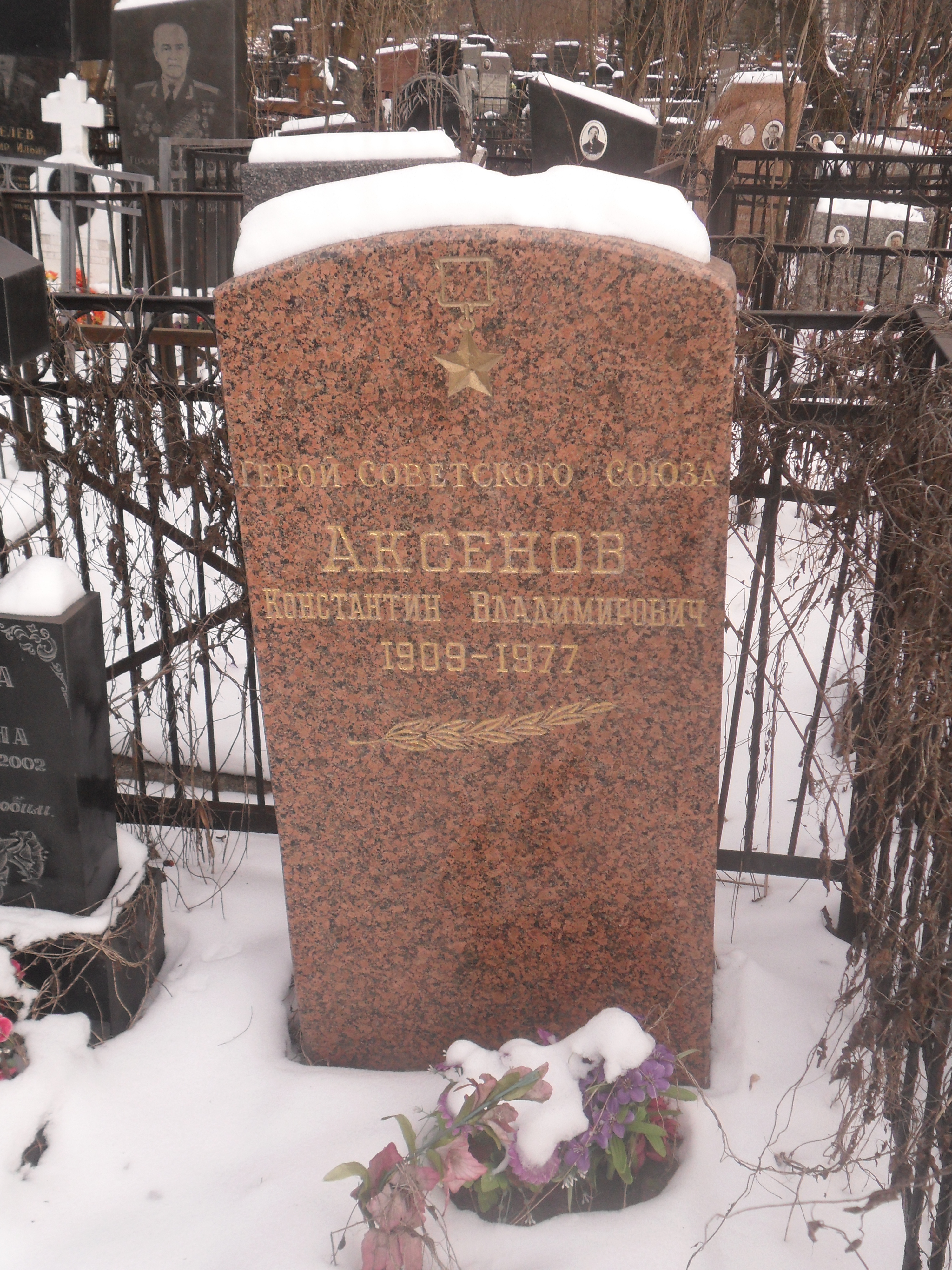
Могила Аксёнова на Преображенском кладбище Москвы

Константи́н Влади́мирович Аксёнов (1 [14] июня 1909 — 1 января 1977) — в годы Великой Отечественной войны лейтенант, командир батареи 981-го зенитно-артиллерийского полка 9-й зенитно-артиллерийской дивизии 40-й армии 1-го Украинского фронта, Герой Советского Союза (9.02.1944), старший лейтенант.

## Биография
Родился 1 (14) июня 1909 года в Москве в семье рабочего. Русский. Образование неполное среднее. Окончил рабфак. Работал электриком на Московском заводе «Шарикоподшипник».
В Красной армии в 1936—1938 годах и с июля 1941 года. В 1938 году окончил курсы комсостава. Служил в зенитных войсках.
В боях Великой Отечественной войны с 1942 года. Командовал зенитной батареей. Воевал на Воронежском и 1-м Украинском фронтах. Участвовал в обороне рубежа по берегу Дона в районе города Лиски — в 1942 году; участвовал в освобождении городов Острогожска, Нового Оскола, Белгорода — в январе-марте 1943; участвовал в Курской битве, освобождении городов Тростянца, Пирятина, боях по удержанию Букринского плацдарма на Днепре — летом-осенью 1943. В боях дважды ранен.
В октябре 1943 года будучи командиром батареи 981-го зенитно-артиллерийского полка первым на участке полка с батареей преодолел Днепр в районе Букринской излучины. Огнём орудий прикрывал боевые действия наземных войск на Букринском плацдарме от ударов авиации противника.
22 октября 1943 года при отражении налёта 27 вражеских самолётов батарея сбила 14 из них.
Указом Президиума Верховного Совета СССР «О присвоении звания Героя Советского Союза офицерскому и сержантскому составу артиллерии Красной Армии» от 9 февраля 1944 года за «образцовое выполнение боевых заданий командования на фронте борьбы с немецкими захватчиками и проявленные при этом отвагу и геройство» удостоен звания Героя Советского Союза с вручением ордена Ленина и медали «Золотая Звезда» (№ 3232).
В ноябре 1943 года получил тяжёлое ранение, и после излечения служил в учебном зенитном полку, командуя учебным дивизионом. Член ВКП(б) с 1945 года.
В сентябре 1946 года вышел в запас в звании старшего лейтенанта. Жил в Москве. Работал на 1-м Московском государственном подшипниковом заводе. Умер 1 января 1977 года.

## Награды
- Медаль «Золотая Звезда» Героя Советского Союза
- Орден Ленина
- Орден Красной Звезды
- Медали

## Память
- Похоронен на Преображенском кладбище Москвы.